# Philadelphia Experiment
Philadelphia Experiment (The Philadelphia Experiment) è un film del 1984 diretto da Stewart Raffill. La pellicola ha avuto un seguito, Philadelphia Experiment 2, distribuito nel 1993.
La trama si basa su diversi libri riguardanti il mito della scomparsa di una nave da guerra statunitense nel corso di un presunto esperimento di teletrasporto nel 1943, durante la seconda guerra mondiale, conosciuto come l'"esperimento di Filadelfia".

## Trama
James Longstreet, uno scienziato statunitense, nel corso della seconda guerra mondiale effettua degli esperimenti sui campi magnetici nel tentativo di rendere invisibile ai radar una nave. Durante uno di questi esperimenti un cacciatorpediniere, la USS Eldridge, scompare, ma David e Jim, due militari della Marina militare, riescono a buttarsi fuori bordo e si ritrovano catapultati nell'anno 1986.
Entrambi incontrano Allison, una ragazza di cui David si innamora. Jim, poi, finisce in ospedale, ma subito dopo scompare risucchiato nel passato. David invece resta nel futuro e Allison, venuta a conoscenza della sua storia e dopo un primo momento di incredulità, decide di aiutarlo; mentre il mondo è minacciato da un vortice creatosi nel continuum spazio-temporale proprio a causa dell'esperimento del 1943.

## Distribuzione

### Home video
In Italia il film è stato distribuito su DVD dalla Storm Video.

## Riconoscimenti
- 1985 - Fantafestival
  - Miglior film

## Seguito
La pellicola ha avuto un seguito, Philadelphia Experiment 2, distribuito nel 1993

## Opere sullo stesso tema
Nel 2012 è stato girato un film per la tv che tratta dell'esperimento e di vortici spazio-temporali, dal titolo The Philadelphia Experiment; l'attore Michael Parè recita anche in questa versione interpretando però uno dei cattivi della storia.